# شوربة جومو
شوربة جومو /dʒuːmuː/ (بالفرنسية: soupe au giraumon)‏ هو حساء أصلي في المطبخ الهايتي. في عام 2021، تم إضافة حساء الجومو إلى قائمة التراث الثقافي غير المادي لليونسكو. يتم طهي الحساء تقليديًا مع القرع الشتوي مثل القرع العمامة. تُطهى شرائح القرع في قدر مع قطع من لحم البقر وعظام الحساء والبطاطا والخضروات مثل الملانغا والكراث والكرفس والفجل والجزر والملفوف الأخضر وفلفل الهابانيرو والبصل. يتم بعد ذلك هرس القرع، عادة في محضر الطعام، مع الماء ثم يُعاد المهروس إلى وعاء الطبخ. ثم يضاف الملح والتوابل مع عصير الليمون والثوم والبقدونس والأعشاب والبهارات الأخرى. يضيف بعض الهايتيين المعكرونة الرقيقة مثل الشعيرية والمعكرونة وكمية قليلة من الزبدة أو الزيت.   يتم تقديم الحساء ساخن بشكل دائم وعادة ما يكون مع شرائح الخبز المغموسة في الحساء.   

## الدلالة الاجتماعية

رسم يمثل الهجوم والاستيلاء على جزيرة Crête-à-Pierrot خلال الثورة في هايتي (من 4 - 24 مارس 1802). الرسم التوضيحي الأصلي لأوغست رافيت، والنقش بواسطة إرنست هيبيرت.

حساء جومو يحيي ذكرى تحرير هايتي من الحكم الاستعماري الفرنسي في 1 يناير 1804. أثناء العبوديةلم يُسمح إلا للسادة الاستعمار الفرنسي وأصحاب المزارع بالاستمتاع بالطعام الشهي الذي أعده العبيد.   بعد الثورة تمكن شعب هاييتي الأحرار أخيرًا من تناول الحساء وأصبح يمثل الحرية والتحرر والاستقلال.  في 1 يناير، يتناول شعب هاييتي في ارجاء البلاد وفي الخارج هذا الحساء للاحتفال بأول تمرد للعبيد ينقل السلطة السياسية إلى أغلبية العبيد المحررين.  

## اليونسكو
في ديسمبر 2021 حصلت هايتي على اعتراف رسمي بالمعرفة والدراية والممارسات المتعلقة باستهلاك حساء الجومو المدرجة في القائمة التمثيلية للتراث الثقافي غير المادي للبشرية من قبل اليونسكو. وكان هذا أول إدراج لهايتي في القائمة.  

## أنظر أيضا
- قائمة الحساء
- قائمة أطباق الاسكواش واليقطين

## روابط خارجية
- Warner-Lewis، Maureen (ديسمبر 2011). "West Africa in the Caribbean: art, artefacts and ideas". Critical Arts. ج. 25 ع. 4: 555–564. DOI:10.1080/02560046.2011.639994. S2CID:144877153.
- "Black Studies Center: Information Site". bsc.chadwyck.com. مؤرشف من الأصل في 2023-11-15. اطلع عليه بتاريخ 2018-10-23.
- "Haiti | Food Security Portal". www.foodsecurityportal.org (بالإنجليزية). Archived from the original on 2023-06-03. Retrieved 2018-10-23.
- Chanchal، Dilip Kumar؛ Alok، Shashi؛ Kumar، Mayank؛ Bijauliya، Rohit Kumar؛ Rashi، Surabhi؛ Gupta، Saurabh (2018). "A BRIEF REVIEW ON ABELMOSCHUS ESCULENTUS LINN. OKRA". International Journal of Pharmaceutical Sciences and Research. ج. 9 ع. 1: 58–66. DOI:10.13040/IJPSR.0975-8232.9(1).58-66.
- Mini-documentary about soup joumou (PBS, 2023)